# Gemeinde Vipava
Due Gemeinde Vipava ist eine Gemeinde im Westen Sloweniens in der Nähe von Nova Gorica. Hauptort ist die Kleinstadt Vipava.

## Ortschaften
Die Gemeinde umfasst folgende Ortschaften. In Klammern: die vor 1918 gebräuchlichen deutschsprachigen Ortsnamen
- Duplje, (dt.: Dupplach)
- Erzelj, (dt.: Rosell im Gebirge)
- Goče, (dt.: Gotzbach)
- Gradišče pri Vipavi, (dt.: Premerstein)
- Hrašče, (dt.: Aich)
- Lozice, (dt.: Lositz)
- Lože, (dt.: Rosenegg)
- Manče, (dt.: Mannsberg)
- Nanos, (dt.: Sankt Gotthard)
- Orehovica, (dt.: Nussdorf)
- Podbreg, (dt.: Potbrech)
- Podgrič, (dt.: Potkreuz)
- Podnanos, (dt.: Sankt Veit)
- Podraga, (dt.: Urelsdorf)
- Poreče, (dt.: Parenzach)
- Sanabor, (dt.: Sonnenburg)
- Slap, (dt.: Zwergenburg)
- Vipava, (dt.: Wippach)
- Vrhpolje, (dt.: Oberfeld)
- Zemono (dt.: Schloß Maria Au)

## Nachbargemeinden
| Ajdovščina    | Ajdovščina                                  | Ajdovščina |
| Komen, Sežana | Kompassrose, die auf Nachbargemeinden zeigt | Postojna   |
| Sežana        | Sežana, Divača                              | Postojna   |

## Geschichte
Die Gegend wurde vermutlich schon von den Illyrern und Kelten in vorgeschichtlicher Zeit besiedelt. Der Name wird auf das keltische Wort vip für Fluss zurückgeführt. 394 war die Umgebung des Ortes Schauplatz der Schlacht am Frigidus. Gegen Ende des 6. Jahrhunderts besiedelten Slowenen die Region. Gegen Ende des 8. Jahrhunderts wurde das Tal von Vipava Teil des fränkischen Reiches und die Christianisierung begann.
Auf dem Gemeindegebiet von Vipava sind fünf Massengräber aus der Zeit um den Zweiten Weltkriegs gefunden worden

## Sehenswürdigkeiten
In der Stadt Vipava: Quellen der Vipava und Podskala-Park, Tabor-Festung, Tabor-Brücke, Lanthieri-Schloss, Friedhof von Vipava, Stephanuskirche 
In der Umgebung:

### Jagdschloss Zemono
Auf einem Hügel bei Zemono liegt ein von Weingärten umgebenes Schloss aus der Spätzeit der Renaissance. Hier hielt sich des Öfteren der venezianische Dichter und Dramatiker Carlo Goldoni als Gast auf. Von hier hat man einen Blick auf die Dörfer Duplje und Vrhpolje. In dieser Gegend fand die Schlacht am Frigidus vom 5. und 6. September 394 statt, in der der römische Kaiser Theodosius über seinen Widersacher Eugenius siegte. Das Schloss mit seinem Pinienhain wird gerne auch von slowenischen und ausländischen Hochzeitsgesellschaften in Anspruch genommen.

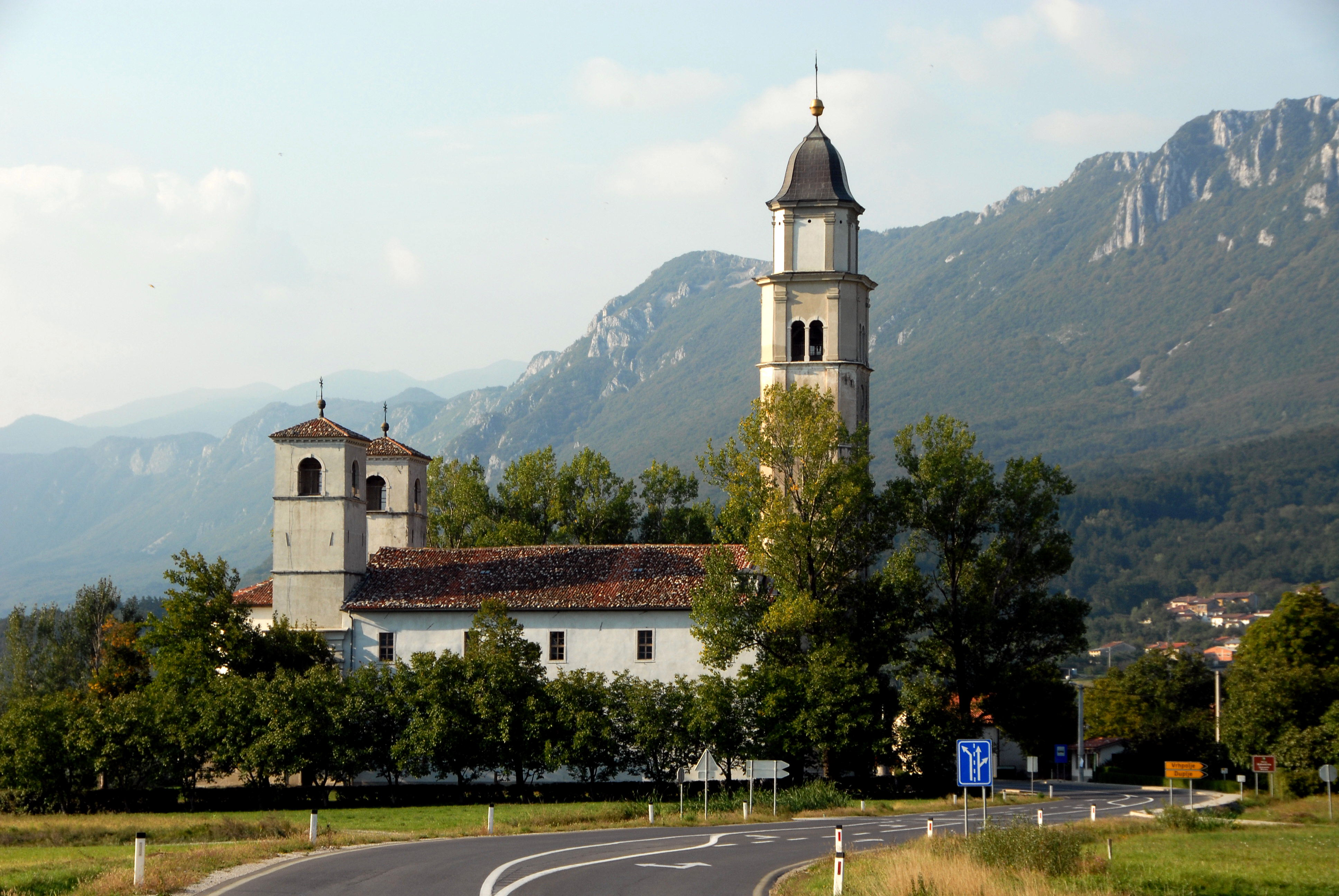
Wallfahrtskirche Maria Trost in Log

### Wallfahrtskirche Maria Trost in Log
Einen Kilometer weiter in Richtung Ajdovščina liegt an der Hauptstraße der zur Ortschaft Budanje gehörende Weiler Log. Unübersehbar die markante Muttergotteskirche in Log von 1619, die im 19. Jahrhundert eine Vergrößerung erfuhr. Die Kirche besitzt drei Glockentürme, ein breites Hauptschiff und zwei engere barocke Seitenschiffe. Im ausgedehnten Altarraum zieren Fresken von F. Kurz von Goldenstein die Wände. Sie stammen aus der Mitte des 19. Jahrhunderts und sind das erste Beispiel von Nazarener Malerei in Slowenien. Der Hochaltar ist ein venezianisches Werk aus der Zeit um 1800, das Gemälde Maria mit Kind schuf M. Stroj im Jahre 1861.

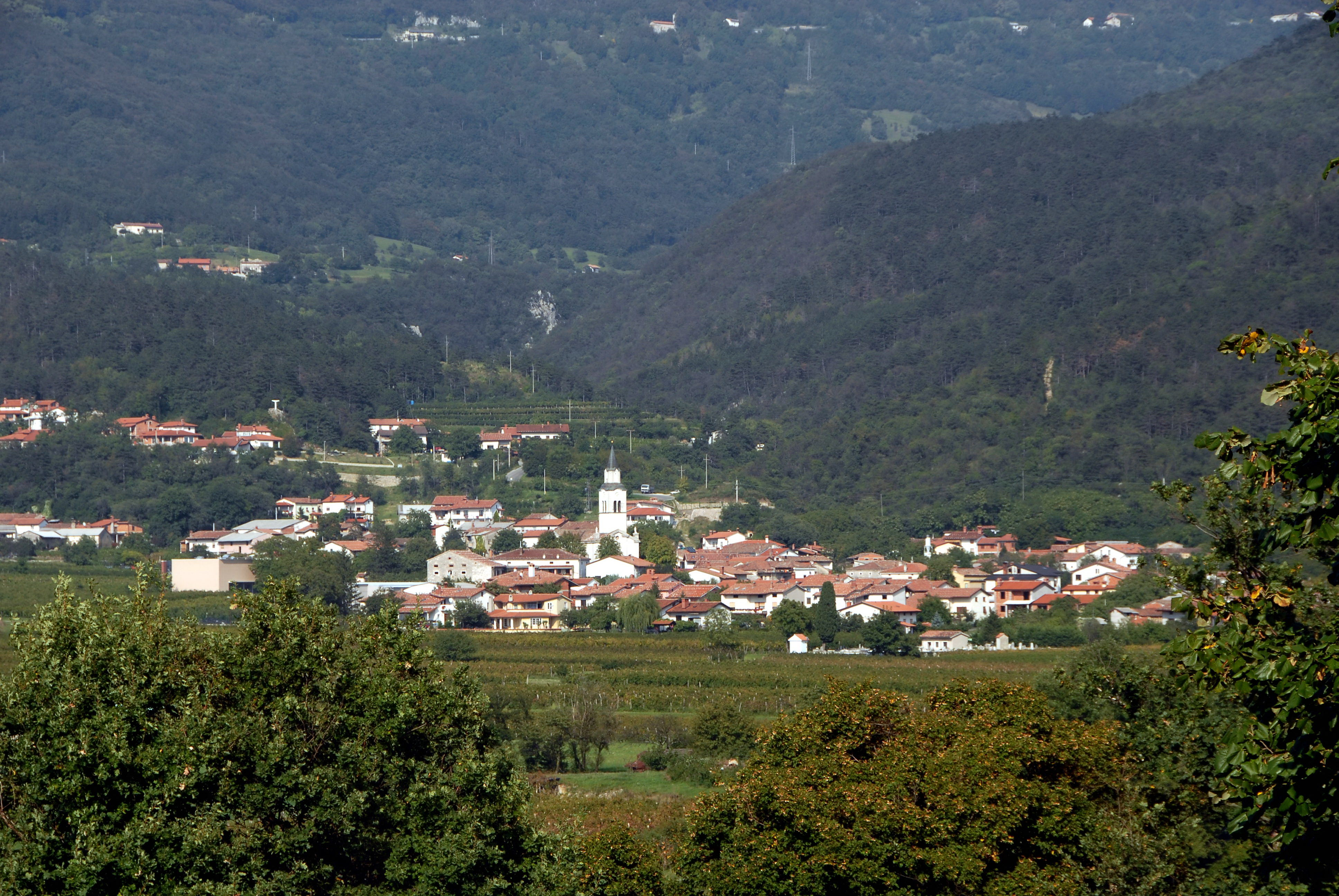
Vrhpolje

### Vrhpolje

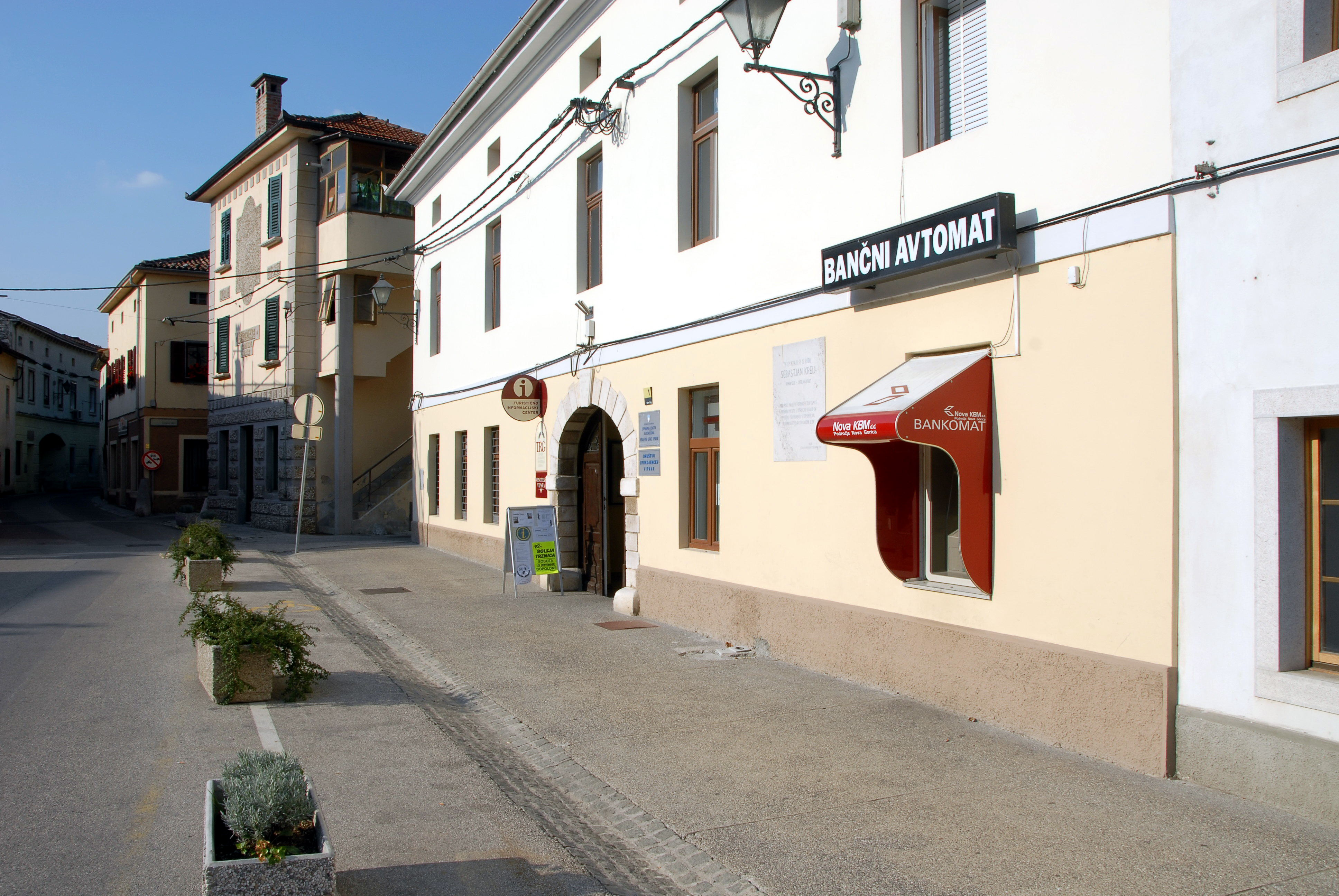
Geburtshaus von Sebastjan Krelj

Der in 134 Metern Seehöhe und einen Kilometer in nördlicher Richtung von Vipava entfernt gelegene und 541 Einwohner zählende Ort hat seit 1994 eine Besonderheit: als Mahnmal an die Schlacht am Frigidus wurde zum 1600-jährigen Gedenken auf einem Felsen oberhalb der Siedlung ein 3,5 Meter hohes Steinkreuz errichtet und eingeweiht.